# Wolfgang Zimmerer
Wolfgang Zimmerer (n. 15 noiembrie 1940, Ohlstadt, Bavaria, Germania) este un bober german, medaliat olimpic. A participat la 3 ediții ale Jocurilor Olimpice (1968, 1972, 1976) în care a câștigat o medalie de aur, o medalie de argint și două medalii de bronz.